# Mont Tindaya
Le mont Tindaya est une montagne située sur l’île espagnole de Fuerteventura, l’une des îles Canaries localisée dans l’océan Atlantique, au large des côtes africaines. Elle était considérée comme un lieu sacré par la population pré-espagnole et est également connue aujourd'hui sous le nom de Montaña Sagrada (« montagne sacrée »).
C’était également le cadre envisagé pour un projet controversé d’Eduardo Chillida visant à créer une grotte artificielle au cœur de la montagne en guise de « Monument à la tolérance ».